# Regeringen Poul Schlüter II
Regeringen Poul Schlüter II var Danmarks regering 10. september 1987 – 3. juni 1988. Den blev også kaldt Firkløverregeringen (af den selv) eller VCQM-regeringen efter partiernes 
listebogstaver.
Den bestod af følgende ministre fra Det Konservative Folkeparti (K), Venstre (V), Centrum-Demokraterne (CD) og Kristeligt Folkeparti (KF):
- Statsminister: Poul Schlüter (K),
- Udenrigsminister: Uffe Ellemann-Jensen (V),
- Finansminister; Palle Simonsen (K),
- Justitsminister: Erik Ninn-Hansen (K),
- Minister for økonomisk samordning: Erhard Jakobsen (CD),
- Økonomiminister: Knud Enggaard (V),
- Miljøminister: Christian Christensen (KF),
- Undervisnings- og forskningsminister: Bertel Haarder (V),
- Socialminister: Mimi Jakobsen (CD),
- Kirkeminister: Mette Madsen (V),
- Energiminister: Svend Erik Hovmand (V),
- Fiskeriminister og minister for nordisk samarbejde: Lars P. Gammelgaard (K),
- Arbejdsminister: Henning Dyremose (K),
- Indenrigsminister: Thor Pedersen (V),
- Kultur- og kommunikationsminister: Hans Peter Clausen (K),
- Industriminister: Nils Wilhjelm (K),
- Trafikminister: Frode Nør Christensen (CD),
- Skatteminister: Anders Fogh Rasmussen (V),
- Sundhedsminister:Agnete Laustsen (K),
- Landbrugsminister: Laurits Tørnæs (V),
- Forsvarsminister: Bernt Johan Holger Collet (K),
- Boligminister: Flemming Kofod-Svendsen (KF),